# Armageddon (película)
Armageddon es una película de ciencia ficción y cine catástrofe de 1998, dirigida por Michael Bay, producida por Jerry Bruckheimer y protagonizada por Bruce Willis, Billy Bob Thornton, Ben Affleck, Liv Tyler, Owen Wilson, Will Patton, Michael Clarke Duncan, Peter Stormare y Steve Buscemi. La película trata sobre un grupo de perforadores de plataformas petrolíferas que son enviados por la NASA a un enorme asteroide que amenaza el planeta Tierra con la idea de taladrar su superficie y poder destruirlo con una bomba nuclear.

## Argumento
La película comienza en la extinción masiva del Cretácico-Paleógeno, hace 65 millones de años, cuando un meteorito de 10 kilómetros de diámetro impacta en la Tierra y acaba con la era de los dinosaurios. El narrador dice "sucedió, y volverá a pasar. La pregunta es cuándo".
Millones de años después, el Transbordador Atlantis estaba en el espacio, con su tripulación comunicándose con la NASA, cuando de repente cientos de objetos provenientes del espacio profundo golpean la nave y hacen que explote violentamente, matando a la tripulación. Después, en Nueva York, mientras un joven discutía con un comerciante, un meteorito cae justo sobre él y lo mata; unos segundos después cientos de meteoritos caen en toda la ciudad destruyéndola casi por completo. Después de aquel suceso, el director de la NASA descubre un gran asteroide del tamaño de Texas que está en curso directo de colisión, que impactaría en la Tierra en 18 días.
Tras barajar varias hipótesis para evitar el cataclismo, deciden que lo mejor es perforar el asteroide e introducir un arma nuclear dentro que, al estallar, separaría el asteroide en dos pedazos, cambiándole la trayectoria, con lo que pasarían alejados de la Tierra, evitándola. Tras esto, Dan Truman decide traer al mejor perforador del mundo, Harry S. Stamper, para realizar la misión. Harry acepta, a cambio de llevar su propio equipo, formado por los hombres con los que habitualmente perfora en busca de petróleo. Entre ellos está.J. Frost, quien mantiene una relación sentimental con Grace, la hija de Harry. También forman parte del equipo Rockhound, Oso, Oscar, Chick, Freddy y Max.
La misión consistirá en que dos grupos repartidos en dos transbordadores espaciales, el Libertad y el Independencia, tendrán que acoplarse a la MIR (estación espacial rusa), cargar las naves con combustible, prepararse para dar una vuelta a la Luna utilizando su gravedad y aterrizar justo cuando el asteroide pase al lado de esta, y los restos de la cola sean atraídos por la gravedad lunar. Tras llegar al asteroide, tendrán que usar los armadillos, unos sofisticados vehículos equipados con las máquinas necesarias para perforar y con ellos, perforar hasta los 240 m, colocar una bomba atómica e irse de allí, todo esto antes de que el asteroide haya pasado la denominada «barrera cero», es decir, una distancia límite calculada en 60.000 km para que los dos trozos de asteroide restantes tras la explosión atómica, se separen lo suficiente como para no colisionar con la Tierra.
Tras recibir un duro entrenamiento, se preparan para despegar justo un día después de que un trozo del asteroide colisionara en Shanghái, destruyendo la ciudad y provocando un tsunami, matando a cerca de 50.000 personas y haciendo público que un meteorito se aproxima a la Tierra. Con esto, las esperanzas del mundo están puestas en ellos. Es entonces cuando el presidente de los Estados Unidos da un mensaje de esperanza a toda la humanidad:
Hoy les hablo no como Presidente de los Estados Unidos ni como líder de la nación, sino como ciudadano de la Humanidad. Nos estamos enfrentando al más grave de los desafíos. La Biblia llama a esto el Armagedón. Y aun así, por primera vez en la Historia del planeta, las especies tienen la tecnología para evitar su propia extinción. Todos aquellos que rezan con nosotros necesitan saber que todo lo que se puede hacer para evitar este desastre ha sido puesto en servicio. La sed humana por la excelencia y el conocimiento, todos los escalones en la escalera de la ciencia, cada aventura hacia el espacio, todas nuestras tecnologías modernas combinadas e imaginadas, e incluso las guerras que peleamos nos proporcionaron las herramientas para librar esta terrible batalla. A lo largo del caos que es nuestra historia, de todos los errores y las discordias, todo el dolor y el sufrimiento de todas nuestras épocas hay una cosa que ha nutrido nuestras almas y elevado a nuestra especie por encima de su origen y eso es nuestro valor. Los sueños de todo un planeta esta noche están enfocados en esas catorce almas valientes que viajarán por los cielos. Ojalá que todos los ciudadanos de este mundo veamos el final de esto. Dios los bendiga y buena suerte a todos.
En el transbordador Independencia se encuentran A.J., Oscar, Oso y Freddy, y en el Libertad, Harry, Chick, Rockhound, Max y el coronel Sharp de las fuerzas aéreas y la copiloto Watts al mando de la misión. Deben acoplar los transbordadores a la estación espacial rusa, donde el cosmonauta Lev Andropov (Peter Stormare) les proporcionará el hidrógeno líquido (el combustible que usan los transbordadores) necesario para rodear la Luna y aterrizar. Durante la estancia, una fuga de hidrógeno provoca un fallo y hace que la estación espacial estalle, estando a punto de fallecer el cosmonauta Andropov y A.J. Finalmente el cosmonauta se marcha en el transbordador Independencia, junto con su tripulación.
Luego, los astronautas se dirigen a la Luna para usar su gravedad e impulsarse hacia el asteroide. Al perder la comunicación con la Tierra, activan sus propulsores y se disparan a una velocidad de 22.500 mph (36.000 kph), alcanzando una gravedad 10 veces superior a la de la Tierra. Tras rodear la Luna y ponerse en la parte de atrás del asteroide, listos para aterrizar, un pequeño asteroide de la cola, colisiona con el transbordador Independencia y daña uno de sus motores, haciendo que se estrelle frente a los ojos incrédulos de la otra tripulación. El Libertad logra aterrizar pero no en el lugar previsto, sino que aterrizan a 26 km de distancia del sitio previsto en una placa en la que el suelo a perforar es de hierro ferrita comprimido, lo cual hace que sea más difícil la perforación, rompiendo uno de los perforadores antes de los 3 m de profundidad. Mientras tanto, a la colisión del transbordador Independencia, han sobrevivido A.J. Lev y Oso, que cogen el armadillo y se disponen a reunirse con el Libertad.
Tras dos horas y media, el equipo de Harry tan solo ha logrado perforar 17 m lo cual según los cálculos previstos, no permitirá terminar la perforación a tiempo, ya que solo disponen de ocho horas. Mientras tanto en la Tierra, descubren que la gravedad lunar afecta a las comunicaciones y que en doce minutos, tal vez ya no puedan contactar más con el transbordador y perderán la capacidad para detonar la bomba a control remoto de forma permanente. Tras esto, el presidente de Estados Unidos decide activar la carga nuclear a distancia antes de que termine la perforación, lo que matará a todos los hombres que están en el asteroide, ya que no les ha avisado.

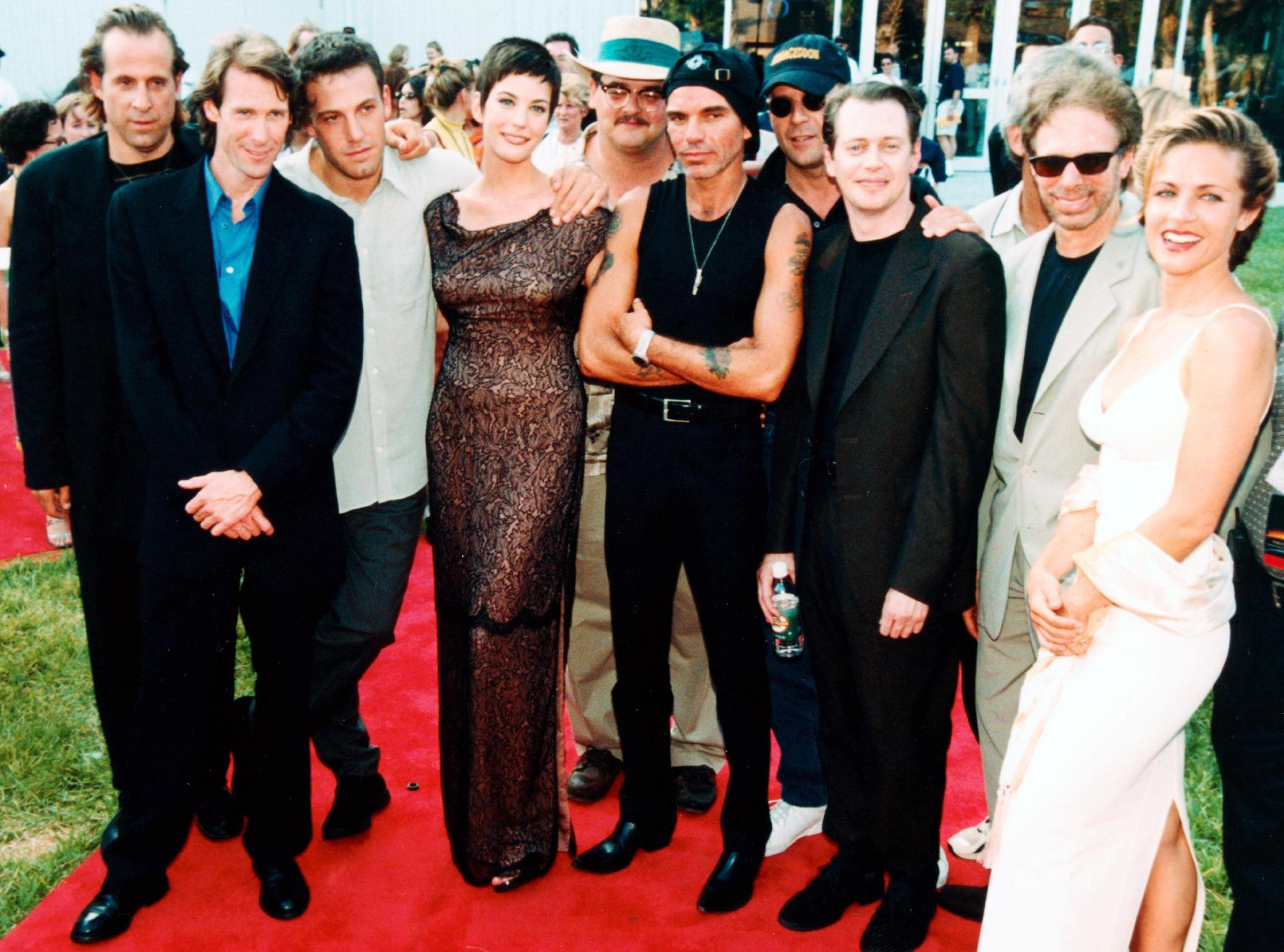
Peter Stormare, Michael Bay, Ben Affleck, Liv Tyler, Ken Campbell, Billy Bob Thornton, Bruce Willis, Steve Buscemi, Jerry Bruckheimer y Jessica Steen en la premier de la película (29 de junio de 1998).

Desde la Tierra el presidente ordena detonar la bomba, por lo cual el coronel Sharp se dispone a evacuarlos y largarse del asteroide. Sin embargo, Harry no se rinde tan fácilmente. Tras una discusión que es detenida cuando la bomba es desactivada remotamente desde la NASA, Harry está a punto de estrangular al coronel Sharp, pero se detiene y le jura al Coronel Sharp que si desactiva la bomba, logrará perforar hasta los 240 m. y terminar la misión. Sharp y su compañero logran desactivar la bomba justo a tiempo. Se ponen manos a la obra y continúan perforando, pero tras un temblor producido al topar con una cueva llena de gas en la perforación, esta explota bajo el armadillo que Max pilota y lo destruye lanzándolo al espacio, acabando con toda esperanza para la humanidad. Se dan las alarmas en todo el mundo, y el caos empieza a producirse en las ciudades. Un fragmento enorme del cometa cae en París a más de 30.000 kph arrasándola por completo.
Se disponen resignados a activar la bomba y marcharse, habiendo perforado tan sólo 165 m cuando el otro armadillo con A.J., Lev y Oso, tras muchas dificultades, logra llegar a donde se encuentra el equipo de Harry, devolviendo las esperanzas al mundo. Tienen una hora para perforar 75 metros, colocar la bomba e irse. Tras topar de nuevo con una bolsa de gas estando a punto de perder también el segundo armadillo, A.J. insiste en que puede lograrlo pese a las protestas de Harry, pero éste decide confiar en el muchacho; finalmente y con gran júbilo, logran perforar y alcanzan los 240 m, pero un tubo se ha atascado y no deja introducir la bomba. A.J. se introduce en el túnel y logra cortar el tubo, pero se produce un terremoto en el asteroide. Uno de los pilotos de la nave fallece y A.J. es salvado de ser lanzado hacia el espacio.
Al momento de colocar la bomba descubren que esta, tras el temblor, se ha averiado y ha perdido el control a distancia, lo que significa que alguien debe sacrificarse y quedarse allí a detonarla. Deciden echarlo a la suerte y A.J. es quien finalmente deberá hacerlo. Harry le acompaña abajo para despedirse de él, pero le abre el conducto del oxígeno asfixiándolo y lo encierra en el compartimento decidiendo que la detonará él, ya que A.J. debe casarse con su prometida, la hija de Harry. Le entrega también el parche de su uniforme que lo identifica con el transbordador Libertad, le dice que está orgulloso de que él vaya a casarse con su hija y lo envía de vuelta al transbordador, pese a las súplicas de A.J.
Finalmente se preparan a despegar para marcharse, pero la nave se ha averiado y los motores no responden. Mientras tanto, Harry realiza una transmisión para despedirse de su hija Grace en la Tierra. Debido a que Watts no consigue hacer que la nave responda, Lev consigue "reparar" la nave golpeando con rabia la turbina usando una llave de tuercas, consiguiendo que encienda. Mientras Harry le dice a Sharp que se vayan de una vez, otro terremoto sacude el asteroide, haciendo que Harry, ahora solo, casi muera. Harry consigue llegar a la bomba y después de decir "Ganamos, Gracie!" presiona el botón (antes de hacerlo se ven los recuerdos de los bellos momentos que pasó con su hija a lo largo de su vida y un flash de su hija casándose) y luego una enorme explosión nuclear rompe la superficie del asteroide partiéndolo en dos. La poderosa onda expansiva sacude al Libertad mientras la tripulación es cegada por la intensa luz de la explosión. 
En la Tierra, millones de personas ven el estallido del arma desde allí y gritan de alegría por la salvación del planeta, observando cómo el asteroide se parte en dos pedazos que se separan evitando la Tierra por 600 km y estos continúan su curso por el Sistema Solar. Los que lograron sobrevivir, A.J., Oso, Lev, Rockhound, Chick, Sharp y la teniente Watts, llegan a la Tierra, donde son recibidos como héroes y se reúnen con sus seres queridos. A.J. y Grace se casan, y todos los que participaron en la increíble hazaña comparten el momento junto con ellos. Durante la boda, en atriles, están colocadas las fotografías de los que se sacrificaron en el asteroide para salvar al mundo: Harry, Oscar, Max y Freddy.

## Reparto
- Bruce Willis como Harry Stamper: Protagonista y líder del equipo de perforadores de la Libertad.
- Ben Affleck como A.J. Frost: Protagonista y líder del equipo de perforadores de la Independencia. Prometido de Grace.
- Billy Bob Thornton como Dan Truman: Director ejecutivo de la NASA, que ejecuta el plan para destruirlo.
- Liv Tyler como Grace Stamper: Hija de Harry Stamper y prometida de A.J.
- Will Patton como Charles "Chick" Chapple: El mejor amigo de Harry y miembro del equipo de perforación de la Libertad.
- Steve Buscemi como Rockhound: Geólogo de la Libertad.
- Michael Clarke Duncan  como Jayotis "Oso" Kurleenbear: operador del Armadillo de la Independencia.
- Peter Stormare como Lev Andropov: Cosmonauta ruso de la MIR.
- William Fichtner como el coronel Willie Sharp: piloto de la Libertad.
- Ken Hudson Campbell como Max Lennert: operador del Armadillo de la Libertad.
- Keith David como el general Kimsey: enlace con el Pentágono y el presidente de los EE. UU.
- Owen Wilson como Oscar Choice: Geólogo de la Independencia.
- Jessica Steen como Jennifer Watts: Copiloto de la Libertad.
- Clark Heathcliffe Brolly como Freddy Noonan: Miembro del equipo de perforación de la Independencia.
- Grayson McCouch como Gruber: Especialista en munición de la Libertad.
- Jason Isaacs como Dr. Ronald Quincy: jefe científico de la NASA que idea el plan de destrucción del asteroide.
- Judith Hoag como Denise Chapple: Exesposa de "Chick" que no le permite ser parte de la vida de su hijo, hasta que descubre que es uno de los astronautas de la misión.
- Dylan Cristopher como Tommy Chapple: hijo de "Chick".
- Marshall R. Teague como el coronel Davis: Piloto de la Independencia.
- Anthony Guidera como el Capitán Tucker: Copiloto de la Independencia.
- Greg Collins como el Teniente Halsey: Especialista en munición de la Independencia.
- Chris Ellis como el director de vuelos de la NASA: Coordinador de la misión y subordinado de Truman.
- John Mahon como Karl: quien descubrió el asteroide y lo llamó «Dottie», como su esposa.
- Grace Zabriskie como Dottie: esposa de Karl.
- Eddie Griffin como Mensajero en Bicicleta
- Mark Boone Junior como chico en New York (sin acreditar).
- Charlton Heston como el narrador.

## Doblaje

### España y México
| Personaje                  | Actor original           | Actor de doblaje (España) | Actor de doblaje (México) |
| -------------------------- | ------------------------ | ------------------------- | ------------------------- |
| Harry S. Stamper           | Bruce Willis             | Ramón Langa               | Mario Castañeda           |
| A.J. Frost                 | Ben Affleck              | Claudio Serrano           | René García               |
| Dan Truman                 | Billy Bob Thornton       | Luis Porcar               | Raúl de la Fuente         |
| Grace Stamper              | Liv Tyler                | Marta García              | Dulce Guerrero            |
| Charles Chick Chapple      | Will Patton              | Fernando de Luis          | Humberto Solórzano        |
| Rockhound                  | Steve Buscemi            | Salvador Aldeguer         | Humberto Vélez            |
| William Sharp              | William Fichtner         | Luis Bajo                 | Octavio Rojas             |
| Oscar Choi                 | Owen Wilson              | Eduardo Gutiérrez         | Javier Rivero             |
| Jayotis Bear Kurleenbear   | Michael Clarke Duncan    | Héctor Cantolla           | Víctor Hugo Aguilar       |
| Lev Andropov               | Peter Stormare           | Abraham Aguilar           | Ricardo Hill              |
| Max Lennert                | Ken Hudson Campbell      | Gonzalo Durán             | Luis Alfonso Padilla      |
| Dr. Ronald Quincy          | Jason Isaacs             | Carlos Del Pino           | Enrique Mederos           |
| General Kimsey             | Keith David              | Carlos Ysbert             | Carlos Segundo Bravo      |
| Noonan                     | Clark Heathcliffe Brolly | Jesús Maniega             | Daniel Abundis            |
| Jennifer Watts             | Jessica Steen            | Carolina Montijano        | Rebeca Manríquez          |
| Karl                       | John Mahon               | Antonio Fernández Sánchez | Ricardo Lezama            |
| Walter Clark               | Chris Ellis              | Juan Antonio Gálvez       | Ismael Castro             |
| Presidente de los EE. UU.  | Stanley Anderson         | Claudio Rodríguez         | Federico Romano           |
| Coronel Davis              | Marshall R. Teague       | Jesús Rodríguez           | Carlos Águila             |
| Tucker                     | Anthony Guidera          | Pablo Del Hoyo            | Benjamín Rivera           |
| Gruber                     | Grayson McCouch          | Iñaki Crespo              | Roberto Mendiola          |
| Molly Mountains            | Layla Roberts            | Mayte Tajadura            | Maru Guerrero             |
| Chico con "Ricardito"      | Eddie Griffin            | Luis Reina                | Raúl Aldana               |
| General Montgomery         | James Harper             | Francisco Grijalvo        | Daniel Abundis            |
| Taxista de New York        | Mark Curry               | Eugenio Barona            | Eduardo Giaccardi         |
| Vic Loanshark              | Vic Manni                |                           | Eduardo Borja             |
| Técnico NBT                | Andy Milder              | Fernando Chinarro         | Mario Filio               |
| Piloto F-16                | William T. Smith         |                           | Armando Réndiz            |
| Secretario de Defensa      | Peter White              |                           | Eduardo Borja             |
| Chico explicando           | Christian Clemenson      |                           | Eduardo Giaccardi         |
| Instructor de Cabo Kennedy | Joe Allen                |                           | Herman López              |
| Narración                  | Charlton Heston          | Alfonso López             | Alberto Pedret            |

## Producción

### Rodaje
La película se filmó en Estados Unidos en las localidades de Denton, Houston, Nueva York y West Haakon, en Francia en la localidad de Dinan y en Shanghái, China.

### Banda sonora
Armageddon: The Album es el álbum original de la Película homónima de 1998, lanzada por Columbia Records y Hollywood Records el 23 de junio de 1998. El álbum presenta varias canciones grabadas específicamente para la banda sonora, incluyendo "I Don't Want to Miss a Thing" y "What Kind of Love Are You On", por Aerosmith, "Remember Me", por Journey, y "Mister Big Time", interpretado por Jon Bon Jovi. "Starseed" de Our Lady Peace es una versión remezclada del original. El álbum fue exitoso comercialmente en Japón, y fue certificado doble platino por 400 000 copias enviadas en 1999.
Armageddon: The Album (Sony, 23 de junio de 1998):
- I Don't Want to Miss a Thing (Aerosmith)
- Remember Me (Journey)
- What Kind of Love Are You On (Aerosmith)
- La Grange (ZZ Top)
- Roll Me Away (Bob Seger)
- When the Rainbow Comes (Shawn Colvin)
- Sweet Emotion (Aerosmith)
- Mister Big Time (Jon Bon Jovi)
- Come Together (Aerosmith)
- Wish I Were You (Patty Smyth)
- Starseed (Our Lady Peace)
- Leaving on a Jet Plane (Chantal Kreviazuk)
- Theme from Armageddon (Trevor Rabin)
- Animal Crackers (Ben Affleck y Liv Tyler a dúo con un piano, mientras Steven Tyler canta)

## Recepción
Armageddon recibió críticas negativas en su mayoría,[cita requerida] obteniendo un índice de 43 % en Rotten Tomatoes por parte de la crítica especializada. El consenso decía con respecto a la película: "Entretenida de mirar, pero tan poco inteligente como el asteroide que sirve de antagonista".
Otra película similar, sobre el espacio, es Deep Impact, que se estrenó dos meses y medio antes de Armageddon en EE. UU., la cual fue aplaudida por algunos astrónomos como más acertada desde el punto de vista científico. Julián Monge-Nájera, asesor científico de la BBC y NatGeo, se refirió al contenido científico de la película diciendo “las fallas científicas de la película son importantes. Se escuchan los motores de las naves y se ve un incendio fuera de la nave; pero al no existir atmósfera en el espacio exterior, el sonido no se transmite… Pero el mayor problema científico de la película consiste en que una explosión nuclear en un cuerpo celeste solo empeoraría las cosas, al crear muchos fragmentos peligrosos e imposibles de desviar”, sobre todo que una bomba nuclear seria inútil frente a un asteroide o cometa del tamaño de Ceres y no seria desviado de su curso de colisión provocando que la Tierra sea inhabitable y con los océanos evaporados. En todo caso, aún a pesar de que la crítica recibió mejor la película Deep Impact Armageddon recaudó mucho más dinero en todo el mundo.

## Premios
Premios Óscar de 1998:
- Mejor canción: I Don't Want to Miss a Thing (nominada)
- Mejor sonido: Kevin O’Connell, G. P.Russell (nominado)
- Mejores efectos sonoros: George Watters II (nominado)
- Mejores efectos especiales: Richard R. Hoover, Pat Mcclung (nominado)